# 千葉喜彦
千葉 喜彦（ちば よしひこ、1931年12月1日 -2022年2月 ）は、日本の時間生物学者、画家、山口大学名誉教授。

## 略歴
朝鮮・平壌生まれ。東北大学理学部生物学科卒、同大学院博士課程修了、東北大学理学博士。東北大学助手、山口大学理学部助教授、教授。1995年定年退官、名誉教授。1975年『生物時計の話』で毎日出版文化賞受賞。
画家としても活動し、西日本美術展、青木繁記念大賞西日本美術展などで入選した。

## 著書
- 『生物時計の話』中央公論社 1975
- 『生物時計 サーカデアン・リズムの機構』岩波書店 1975
- 『生物と時間 ジョージア大学便り』東海大学出版会 1982
- 『蚊も時計を持っている』さ・え・ら書房 (やさしい科学)1987
- 『からだの中の夜と昼 時間生物学による新しい昼夜観』1996 中公新書

### 共編
- 佐々木隆、千葉喜彦『時間生物学』朝倉書店、1978年。 NCID BN00713451。NDLJP:12635655。「国立国会図書館デジタルコレクション」
- 千葉喜彦、高橋清久『時間生物学ハンドブック』朝倉書店、1991年。ISBN 4254170785。国立国会図書館書誌ID:000002143699。

### 翻訳
- J.ブラディ『生物時計』朝倉書店 1980

## 論文
- 千葉喜彦「人工的明暗交代とアカイエカ個体の活動(生態・心理)」『動物学雑誌』第70巻1・2、東京動物學會、1961年2月、65頁、CRID 1541417145274642304。
- 加藤陸奥雄, 千葉喜彦, 平井越郎, 柿沼好子「ヒドロゾア群体形成過程における種間干渉について(生態)」『動物学雑誌』第75巻11・12、東京動物學會、1966年12月、357頁、CRID 1541135670298122368。
- 林兼六, 太田実, 加藤陸奥雄, 千葉喜彦, 成田篤彦「放牧和牛の吸血昆虫の季節的ならびに日周的活動」『日本畜産学会報』第38巻第9号、日本畜産学会、1967年、376-384頁、CRID 1390282680169657472、doi:10.2508/chikusan.38.376、ISSN 1346907X。
- 千葉喜彦「オオクロヤブカ越冬幼虫の蛹化に対する日長効果(短報)〔英文〕」『日本生態学会誌』第18巻第1号、日本生態学会、1968年、43-45頁、CRID 1390001204291887232、doi:10.18960/seitai.18.1_43、ISSN 00215007。
- 千葉喜彦「ヤマダシマカAedes flavopictusの日周活動と24時間明暗サイクルの位相関係」『日本生態学会誌』第21巻第5-6号、日本生態学会、1971年、221-226頁、CRID 1390001204291081216、doi:10.18960/seitai.21.5-6_221、ISSN 00215007。
- 千葉喜彦「蚊の日周リズム -とくにその内因性」『動物学雑誌』第81巻第2号、東京 : 日本動物学会、1972年6月、91-110頁、CRID 1390572176567098752、doi:10.34435/zm004534、ISSN 00445118。
- 千葉喜彦「潮時をねらう:生物時計」『数理科学』第15巻第9号、東京 : サイエンス社、1977年9月、28-33頁、CRID 1523388079712719360、ISSN 03862240。
- 千葉喜彦「11. 概日活動の双峰性」『日本生気象学会雑誌』第15巻、日本生気象学会、1978年、17-17頁、CRID 1390282679763734016、doi:10.11227/seikisho1966.15.17、ISSN 0389-1313。
- 千葉喜彦「概日リズムの生理機構 複数振動体系」『生物物理』第20巻第5号、日本生物物理学会、1980年、288-296頁、CRID 1390001206533213184、doi:10.2142/biophys.20.288、ISSN 05824052。
- 遠藤克彦, 山下いづみ, 千葉喜彦「アゲハチョウの季節型発現の内分泌機構について(内分泌学)」『動物学雑誌』第90巻第4号、東京動物學會、1981年12月、611頁、CRID 1543950420066323968。
- 千葉喜彦「動物の概日測時機構」『計測と制御』第24巻第10号、計測自動制御学会、1985年、935-939頁、CRID 1390282681495176448、doi:10.11499/sicejl1962.24.935、ISSN 04534662。
- 千葉喜彦「生気象学と時間生物学」『日本生気象学会雑誌』第29巻第4号、日本生気象学会、1992年、233-238頁、CRID 1390001204787772416、doi:10.11227/seikisho1966.29.233、ISSN 0389-1313。